# Évian-les-Bains
Évian-les-Bains hay Évian là một xã của Pháp.